# Agugliano
Agugliano – miejscowość i gmina we Włoszech, w regionie Marche, w prowincji Ankona.
Według danych na styczeń 2010 gminę zamieszkiwały 4763 osoby przy gęstości zaludnienia 219,7 os./1 km².